# Johann Pachelbel

Unterschrift Johann Pachelbels aus dem Jahr 1695

Johann Pachelbel (getauft am 1. Septemberjul. / 11. September 1653greg. in Nürnberg; † 3. März 1706 ebenda) war ein deutscher Komponist des Barock. Er gilt als bedeutender Vertreter der süddeutschen Orgelschule und wirkte als Organist in Wien, Eisenach, Erfurt, Stuttgart, Gotha und ab 1695 an der Sebalduskirche in Nürnberg. Seine heute bekannteste Komposition ist Kanon und Gigue in D-Dur.

## Leben

### Herkunft und Ausbildung
Johann Pachelbel wurde am 11. September 1653 in Nürnberg evangelisch getauft. Seine Eltern waren der Flaschner und Weinhändler Johann „Hans“ Pachelbel (* 1613 in Wunsiedel) und dessen zweite Gattin Anna Maria, geborene Mair. Er fiel schon früh durch seine musikalische und wissenschaftliche Begabung auf. Das Studium an der Universität Altdorf bei Nürnberg musste er im Jahr 1669 nach neun Monaten aufgeben, da sein Vater in finanzielle Probleme geriet und sein Haus verpfänden musste. Johann Pachelbel besuchte in der Folgezeit das evangelisch-lutherische Gymnasium poeticum in Regensburg, an dem Musik das Lehrfach mit den meisten Stunden war.

### Wien, Eisenach, Erfurt
Im Jahr 1673 ging Pachelbel nach Wien. 1677 wurde er herzoglicher Hoforganist in Eisenach. Warum er Eisenach nach kurzer Zeit wieder verließ, ist in der Forschung bisher ungeklärt geblieben, womöglich aus materiellen Gründen. 1678 wechselte er als Organist an die Predigerkirche Erfurt, womöglich auf Vermittlung der mit ihm befreundeten und weit verzweigten Thüringer Musikerfamilie Bach. Dort gab er unter anderem dem älteren Bruder Johann Sebastian Bachs, Johann Christoph Bach, Orgelunterricht. In Erfurt heiratete Johann Pachelbel 1681 Barbara Gabler, die ebenso wie ihr gemeinsamer Sohn im Oktober 1683 an der Pest starb. Im Folgejahr heiratete er Juditha Dommer, die Tochter eines Kupferschmieds. Sie bekamen sieben Kinder, darunter die Malerin Amalia sowie die Söhne Wilhelm Hieronymus und Carl Theodorus, die ebenfalls Musiker waren. Carl Theodorus wanderte 1730 nach Amerika aus.

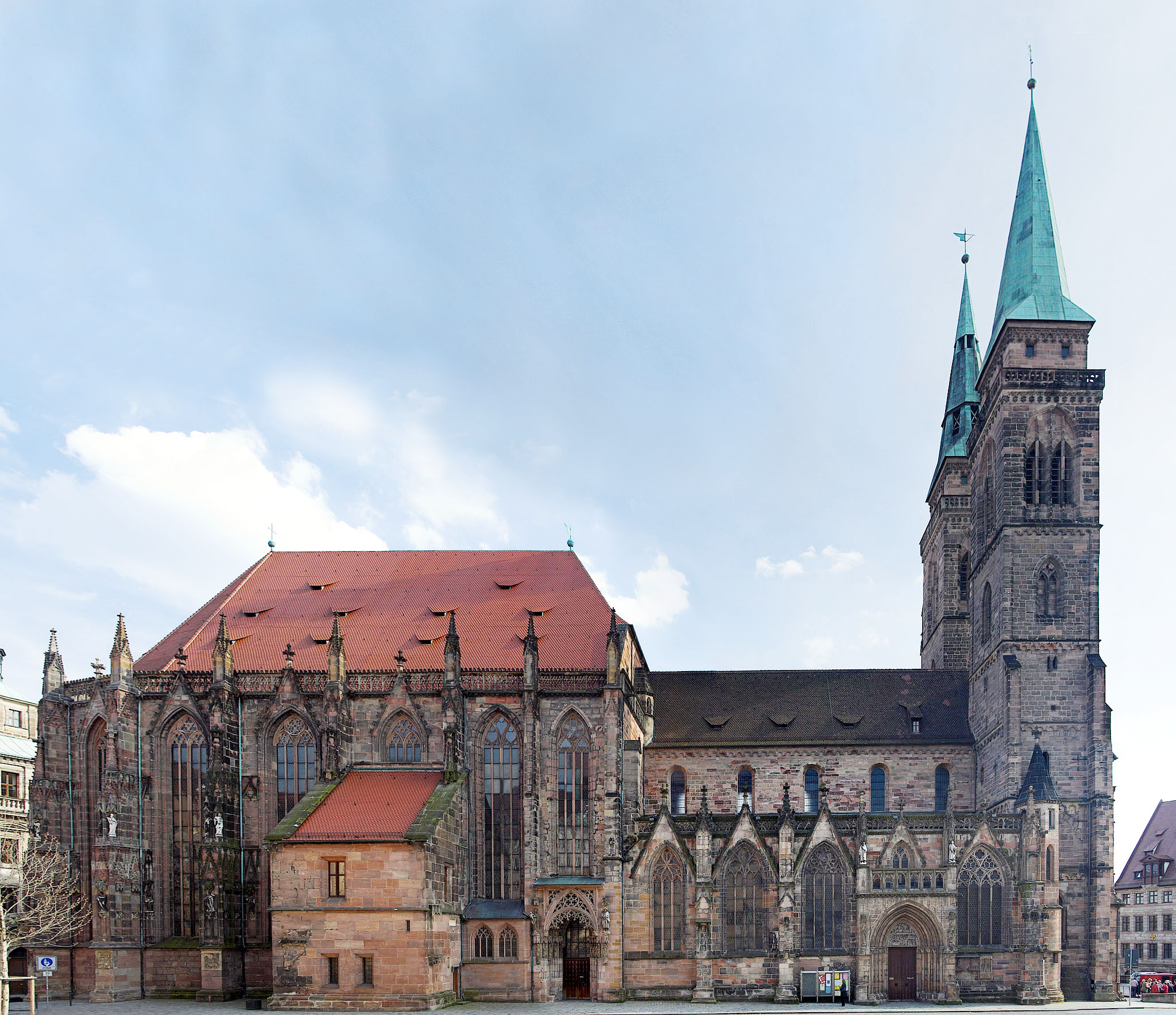
St. Sebald in Nürnberg, hier wirkte Pachelbel ab 1695 als Organist

### Stuttgart und Gotha
Johann Pachelbel wechselte 1690 nach Stuttgart in die Dienste der pietistisch geprägten württembergischen Herzogin Magdalena Sibylla. 1692 floh er vor einer drohenden französischen Invasion im Zusammenhang mit dem Pfälzischen Erbfolgekrieg (1688–1697) nach Nürnberg. Im Anschluss wirkte er als Stadtorganist an der Augustiner- und Margarethenkirche in Gotha.

### Nürnberg
1695 ging Pachelbel zurück in seine Heimatstadt Nürnberg, wo er als Organist von St. Sebald Nachfolger des verstorbenen Georg Caspar Wecker wurde. Dort entstand im Jahr 1699 seine bedeutsame Variationen-Sammlung für Tasteninstrument (Cembalo bzw. Orgel) Hexachordum Apollinis. Pachelbel starb am 3. März 1706 im Alter von 52 Jahren. Er ist auf dem Rochusfriedhof in Nürnberg beerdigt.

## Werke

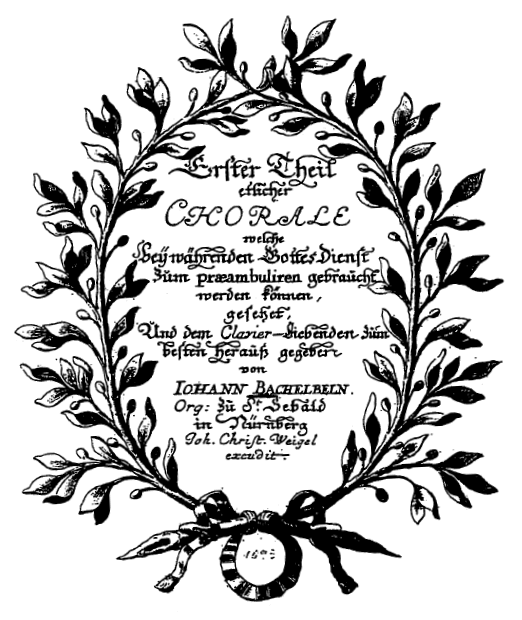
Titelblatt einer Choralsammlung von Pachelbel 1693

Pachelbel war einer der wichtigsten Komponisten der süddeutschen Orgeltradition, durch die Ausbildung bei den Kindermann-Schülern Georg Caspar Wecker und Heinrich Schwemmer in der Nürnberger Orgelschule zu lokalisieren. Pachelbels Orgelwerke umfassen Choralbearbeitungen, Orgelchoräle und Choralvariationen sowie freie Orgelwerke (Toccaten, Ciaconen, Fantasien und Fugen). Bekannt sind vor allem seine Choralbearbeitungen mit einer Vor-Imitation der einzelnen Motive in den Begleitstimmen, wobei die langsamere Hauptstimme wenig verziert wird. Die Fugen entsprechen bereits weitgehend der nach dem Beispiel von Johann Sebastian Bach beschriebenen idealtypischen Ausprägung mit Exposition des Themas in allen Stimmen ohne Engführung gefolgt vom Wechsel aus frei gestalteten Abschnitten und weiteren Durchführungen des Themas. Viele Werke, die als Orgelwerke geführt werden, können auch ohne Pedal realisiert werden.
Bekannt ist auch seine 1699 veröffentlichte Sammlung Hexachordum Apollinis, die aus sechs Arien und Variationen für Cembalo oder Orgel besteht. Die 21 Suiten für Cembalo stehen in 17 verschiedenen Tonarten, womit sich Pachelbel als Neuerer ausweist, der die Modifikationen des Stimmungssystems zur Darstellung von mehr möglichen Tonarten nutzte. Er veröffentlichte auch eine Sammlung Musicalische Ergötzung mit sechs Parthien für 2 Violinen und Basso continuo, wo er, wie andere Komponisten seiner Zeit, die Skordatur verwendet.
Pachelbels geistliches Werk umfasst Motetten, Kantaten, Magnificat-Vertonungen und geistliche Konzerte. In den Vokalwerken wird seine Vorliebe für Klarheit und Unkompliziertheit besonders deutlich, statt Ambitionen in Bezug auf Polyphonie konzentriert sich Pachelbel auf Textsinn, der sich auch in drastischen Wortausdeutungen ausdrückt. Oft verwendet Pachelbel in Tradition der venezianischen Mehrchörigkeit zwei Chöre, ein Beispiel ist das Magnificat in D PWV 1505. Allerdings ist abgesehen von der Psalmmotette die Chormotette nicht mehr selbstverständlicher als Concerto und Kantate, die auch in Süddeutschland die Chormotette verdrängten.
Pachelbels populärstes Werk ist der Kanon aus Kanon und Gigue in D-Dur. Es handelt sich um den einzigen von Pachelbel komponierten Kanon, er ist deshalb nicht repräsentativ für sein Gesamtwerk. Pachelbel erreicht hier kontrapunktische Meisterschaft mit mäßigem technischem Anspruch. Vom Kanon in D existieren heute zahllose Aufnahmen, Versionen und Bearbeitungen. Ab den 1970er Jahren wurden Elemente des Kanons, insbesondere die Akkordfolge, in einer Vielzahl von Popsongs verwendet.
Pachelbel gilt mit der Formung von einfallsreichen aber immer harmonisch eingebundenen kontrapunktischen Motiven als ein Wegbereiter des wenige Jahrzehnte später wirkenden Johann Sebastian Bach. Bachs Kantate Christ lag in Todesbanden BWV 4 ähnelt dem gleichnamigen Werk Pachelbels, auch die Imitation von Choralmotiven zeigt den Einfluss des älteren Komponisten.

## Ehrungen
In Nürnberg wird seit 1968 bei einem Orgelwettbewerb für Nachwuchsorganisten der Johann-Pachelbel-Preis verliehen. Die staatliche Realschule III (im Südwesten Nürnbergs) ist nach dem Komponisten benannt.
Eine Gedenkplatte an Pachelbels Grab auf dem Rochusfriedhof in Nürnberg würdigt ihn als einen „Vorläufer Joh. Seb. Bachs“.
An der Außenfassade des Westchores der Sebalduskirche in Nürnberg wurde am 30. September 2018 eine Gedenktafel für Johann Pachelbel enthüllt, die durch eine Spende des Rotary-Clubs Nürnberg-Kaiserburg ermöglicht und von dem Augsburger Künstler Helmut Ulrich geschaffen wurde. Der Text endet mit den lateinischen Worten Musica praeludium vitae aeternae („Die Musik ist das Vorspiel zum ewigen Leben“).

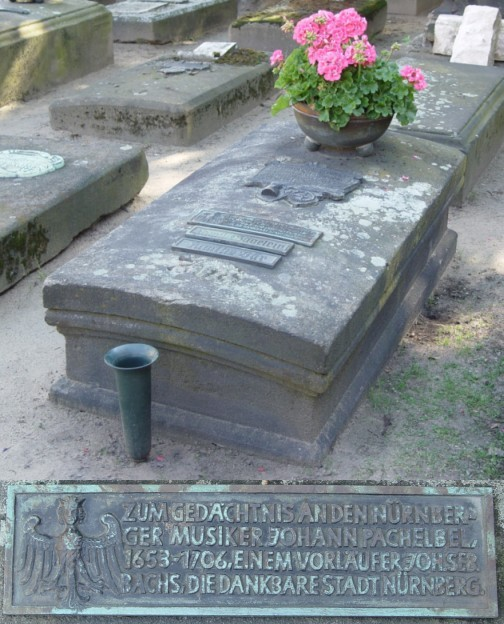
Grabmal mit Gedenkplatte auf dem Rochusfriedhof in Nürnberg
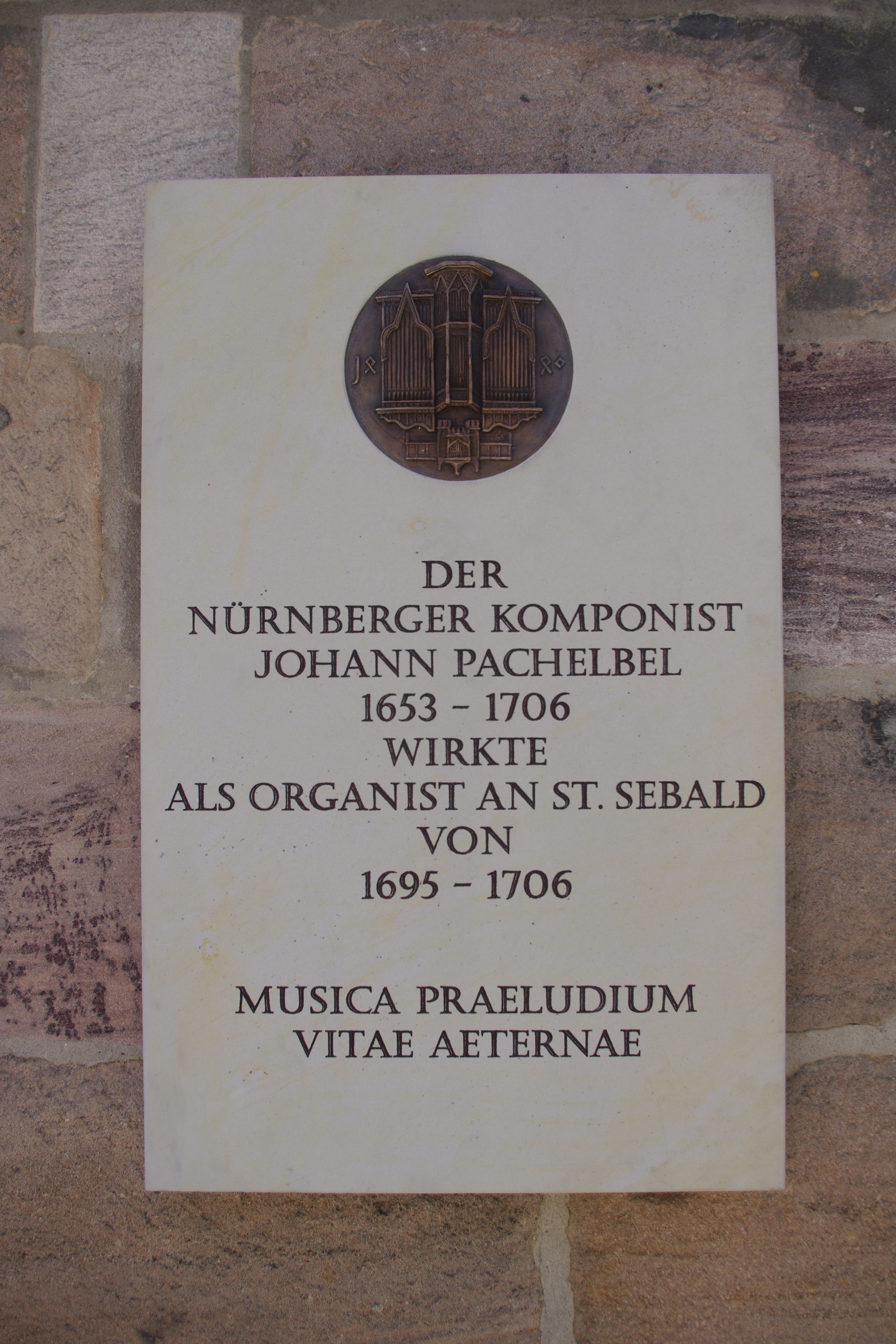
Gedenktafel an St. Sebald in Nürnberg
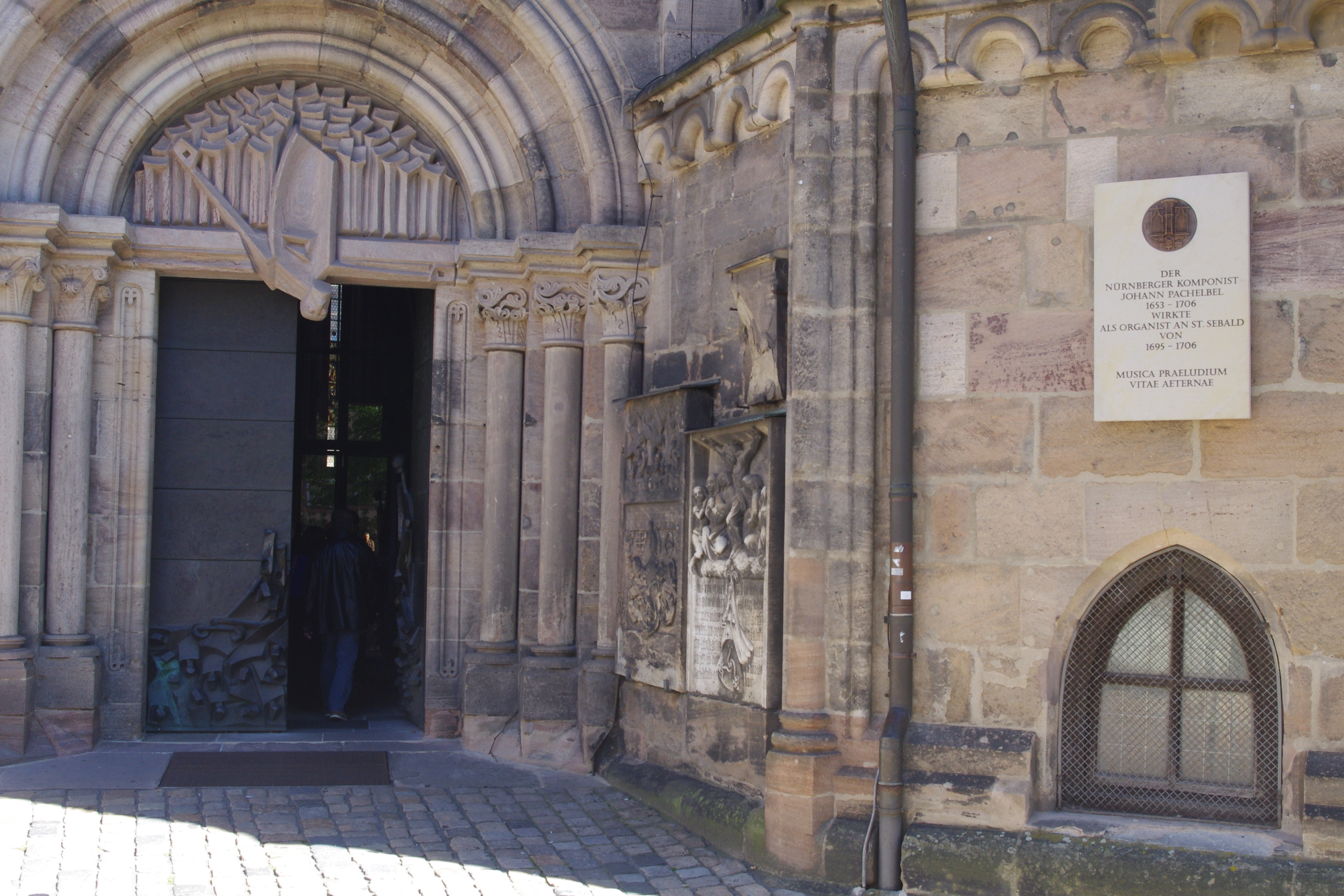
Die Gedenktafel an der Sebalduskirche

## Werke-Verzeichnis
Das Pachelbel-Werke-Verzeichnis (PWV) wird seit 2006 von der Musikwissenschaftlerin Katharina Larissa Paech erstellt.